# 李暠
涼武昭王李暠（351年—417年），字玄盛，小字長生，陇西郡狄道县（今甘肃省定西市临洮县）人，十六國時期西涼的建立者，唐朝皇室和诗人李白皆稱李暠為其先祖。天宝二年（743），唐玄宗追尊李暠为兴圣皇帝。

## 經歷
自稱是前涼武衛將軍李昶的遺腹子，李暠年少好學，性格寬和，讀遍經史，尤能理解文章的義理。李暠長大後也學習武藝，讀孫吳兵法。北涼神璽元年（397年），後涼建康太守段業自立，次年孟敏降北涼獲授沙州刺史，以李暠為效穀縣令。不久孟敏去世，敦煌护军郭谦及沙洲治中索仙認為李暠在任縣令期間治績頗可取，故推舉李暠为敦煌太守及甯朔將軍，李暠遂向段業請命，獲授安西將軍、敦煌太守，領護西胡校尉。後來北涼右衞將軍索嗣向段業中傷李暠，讓其改以自己擔當敦煌太守。索嗣率五百騎到敦煌外二十里時才通告李暠去迎接自己，李暠聞訊驚訝疑惑，一度想順從出迎，但在張邈及宋繇勸阻下改為派兵抵抗，索嗣兵敗退還張掖。李暠昔日與索嗣十分友好，但知道他在段業面前中傷他並奪去其官位後就相當痛恨他，遂上陳索嗣罪狀。在沮渠男成的勸說下，段業就將索嗣殺了，並派使者向李暠陳謝，又分劃出涼興郡，進李暠為持節，都督涼興以西諸軍事、鎮西將軍，領西夷校尉。
北涼天璽二年（400年），晉昌太守唐瑤移檄六郡，推李暠為大都督、大將軍、護羌校尉、領秦涼二州牧、涼公，改元庚子，以敦煌為都城，建立西涼。李暠又派兵東伐涼興，又西攻玉門西諸城，令疆域廣及西域。次年，北涼將沮渠蒙遜殺段業，自立為北涼君主，李暠又派唐瑤攻酒泉，擒北涼酒泉太守沮渠益生。建初元年（405年），李暠改元並遣使奉表於晉，又遷都酒泉，與北涼長期爭戰。
李暠立國以後鼓勵農事，為對抗北涼積聚軍資，亦令百姓安居樂業。他亦喜好讀書，因此在位時注重文化教育，境內文風頗盛。
建初十三年（417年），李暠過世，享年六十七歲，臨終遺命宋繇輔助諸子。西涼諡武昭王，廟號太祖，次子李歆繼位。

## 家族

### 夫人
- 辛夫人，辛纳之女
- 尹太后，出自天水尹氏，尹文之女

### 子女
- 李谭，世子，早亡
- 李歆，都督、大将军、涼公，兼领涼州牧、护羌校尉。唐朝皇室為其後裔
- 李讓，西凉宁朔将军、兼领西羌校尉、辅国将军、晋昌郡敦煌郡太守、新乡穆侯
- 李愔，西凉晋昌郡敦煌郡太守
- 李恂，西凉酒泉郡敦煌郡太守
- 李翻，西凉车骑将军、祈连郡酒泉郡晋昌郡太守
- 李豫，西凉西海郡太守
- 李宏，西凉前将军、中华县县令
- 李眺，西凉左将军
- 李亮，西凉右将军
- 李王后
- 李敬爱[5]

## 延伸阅读
[在维基数据编辑]
 在维基文库阅读此作者作品
 《晉書·卷087》，出自房玄齡《晉書》
 《魏書·卷99》，出自魏收《魏书》
 《北史/卷100》，出自李延壽《北史》